# علم التراتيل
علم التراتيل (بالإنجليزية: Hymnology)‏ هي الدراسة العلمية للتراتيل الدينية، أو الترانيم من جوانبها المتعددة، مع التركيز بصفة خاصة على الكورال والأغاني الجماعية من حيث:
1. دراسة الترانيم من حيث تاريخها وتصنيفها، وغير ذلك
2. نظم الترانيم.[2][3][4]
3. الترانيم جماعية.